# Rosario (Santa Fe)

Wappen

Rosario ist mit 948.312 Einwohnern (2010, INDEC) nach Buenos Aires und Córdoba die drittgrößte Stadt Argentiniens und ein bedeutendes Industriezentrum. Die Stadt liegt 300 km nordwestlich von Buenos Aires am westlichen Ufer des Paraná in der Provinz Santa Fe. Rosario ist die Hauptstadt des gleichnamigen Departamentos und liegt im Zentrum des wichtigsten argentinischen Industriekorridors. Seine Vororte und benachbarten Städte bilden eine Metropolregion mit über 1,1 Mio. Einwohnern.
Die Stadt war ein wichtiger Eisenbahnknoten und ist das Schifffahrtszentrum für das nordöstliche Argentinien. Seeschiffe erreichen die Stadt über den Paraná, der einen zehn Meter tiefen Hafen ermöglicht. Die 2003 eröffnete Rosario-Victoria-Brücke verbindet die Stadt über das Flussdelta mit Victoria in der Provinz Entre Ríos.

## Geographie
Die Stadt liegt am Río Paraná im Süden der Provinz Santa Fe. Mehrere Vororte ziehen sich am Fluss entlang, so dass das bebaute Gebiet zwischen Alvear und San Lorenzo etwa 50 Kilometer lang ist. Trotz ihrer Größe ist die Stadt nur Hauptstadt des nach ihr benannten Departamentos, die Provinzhauptstadt ist das 170 km nördlich von Rosario gelegene Santa Fe.

## Geschichte
Die dauerhafte Besiedlung in dem Gebiet des heutigen Rosario begann im 17. Jahrhundert. Der erste Landbesitzer war Luis Romero de Pineda und die erste offizielle koloniale Siedlung wurde von Santiago de Montenegro initiiert, der 1751 zum Bürgermeister der Siedlung ernannt wurde. Ein konkretes Gründungsdatum gibt es nicht, die Stadt entwickelte sich im 18. Jahrhundert nur langsam aus einer kleinen Ansiedlung rund um eine Kapelle der Jungfrau von Rosario, woher die Stadt auch den Namen hat (rosario span. für Rosenkranz). 1811 wurde ein Militärbataillon im Norden der heutigen Stadt gegründet, in dem ein Jahr später General Manuel Belgrano zum ersten Mal die Flagge Argentiniens hisste. An diesen Akt erinnert heute ein monumentales Denkmal im Zentrum. Im August 1852 erhielt Rosario das Stadtrecht.
Dagegen begann die Stadt erst in der zweiten Hälfte des 19. Jahrhunderts zu wachsen, besonders ab 1880, als Europäern die Einwanderung nach Argentinien erleichtert wurde, was einen Zuzug von mehreren Hunderttausenden nach Rosario zur Folge hatte. Zum Ende des 19. Jahrhunderts hatte Rosario große, acht Stockwerke hohe Kornspeicher, drei Gießereien, fünf Sägemühlen, fünf Dampfkornmühlen, vier Gerbereien, drei Brauereien, fünf Druckereien, eine Ziegelbrennerei und eine Fabrikation elektrischer Schellen und von Marmelade. Es gab fünf Clubs, darunter einen deutschen. 1887 bezifferte sich die Einwohnerzahl auf 50 914 Einwohner.
Bevölkerungsentwicklung der Stadt
| Jahr | Einwohnerzahl |
| ---- | ------------- |
| 1980 | 794 127       |
| 1991 | 907 718       |
| 2001 | 908 163       |
| 2010 | 948 312       |

## Politik
Rosario ist die einzige Großstadt Argentiniens, in welcher die sozialdemokratische Partido Socialista (PS) sowie in geringerem Maße weitere nicht-peronistische linke Parteien wie Ciudad Futura, Rosario Progresista und Creo in der Lokalpolitik eine bedeutende Rolle spielen. Zwischen 1989 und 2019 wurde die Stadt von Lokalregierungen des PS (bis 2001: Partido Socialista Popular) regiert. Nach Héctor Cavallero (1989–1995), Hermes Binner (1995–2003) und Miguel Lifschitz (2003–2011) gehörte als letzte Bürgermeisterin Mónica Fein (2011–2019) dieser Partei an. Zwischen 2007 und 2019 wurde auch die Provinzregierung von Santa Fe von den Sozialisten in einer Allianz mit der Unión Cívica Radical angeführt.
Der aktuelle Bürgermeister Pablo Javkin (seit 2019) gehört der Partei Creo an, die aus Teilen der UCR und der Coalición Cívica hervorging und in der Lokalpolitik mit der PS verbündet ist.
Seit 1997 ist Rosario eine Menschenrechtsstadt nach der Vorstellung von Schulamit König.

## Wirtschaft
Rosario ist vor allem ein Industrie- und Handelszentrum. Der Hafen, schiffbar für Hochseeschiffe, ist der zweitwichtigste des Landes, von hier aus werden vor allem Erzeugnisse aus dem Norden Argentiniens und aus Bolivien verschifft. Ein weiterer wichtiger Faktor in der Wirtschaft ist die Automobilindustrie. So findet sich das argentinische General-Motors-Werk im Vorort Alvear. Auch ist der amerikanische Landmaschinen- und Motorenfabrikant John Deere zu nennen, der im nördlichen Vorort Granadero Baigorria eine Produktionsstätte betreibt.
Auch die Bolsa de Comercio de Rosario befindet sich hier.

## Bildung
Rosario ist ein wichtiges Bildungszentrum auf nationalem und internationalem Level. Rosario ist seit 1968 Sitz der Universidad Nacional de Rosario und einer regionalen Fakultät der Universidad Tecnológica Nacional (UTN), die beide staatlich und kostenfrei sind. Weiter sind in der Stadt auch die privaten Institutionen Universidad Católica Argentina (UCA), die unter anderem die erste juristische Fakultät der Stadt errichtet hat, die Universidad Austral, die Universidad del Centro Educativo Latinamericano (UCEL) und die Universidad Abierta Interamericana (UAI) beheimatet.
Etwa ein Drittel der Stadtbevölkerung waren einer staatlichen Erhebung zufolge im Jahr 2008 Analphabeten.

## Kultur und Kirche
Rosario hat sich seinen Ruf als Kulturzentrum vor allem in der Musik erstritten. So ist die Stadt neben Buenos Aires und Montevideo eine der Wiegen des Tango, der sich Ende des 19. Jahrhunderts im Milieu der Einwanderer entwickelte. In den 1970er Jahren entwickelte sich aus mehreren Folklorestilen und Rockmusik ein eigenständiges Genre, das als Trova Rosarina bekannt ist und landesweit erfolgreich war.
1993 wurde das Internationale Poesiefestival Rosario gegründet, das seither jedes Jahr im September stattfindet.
Im Oktober 2008 wurde mit dem Bau eines ca. 3 ha großen Gebäudekomplexes am Ufer des Río Paraná begonnen, der nach den Plänen des brasilianischen Architekten Oscar Niemeyer ausgeführt wird. Er umfasst unter anderem einen Konzertsaal für 2500 sowie ein Open-Air-Stadion für 25 000 Zuschauer.
Außerdem ist Rosario die Stadt mit der höchsten Theaterdichte des Landes, auch die Filmproduktion ist, wenn sie auch nicht mit der in Buenos Aires vergleichbar ist, doch nicht zu unterschätzen (zum Beispiel der Kassenhit „El Asadito“).
Rosario ist Sitz des römisch-katholischen Erzbistums Rosario mit der Kathedralenbasilika Unserer Lieben Frau vom Rosenkranz; Erzbischof ist seit 2014 Eduardo Eliseo Martín.

## Sport

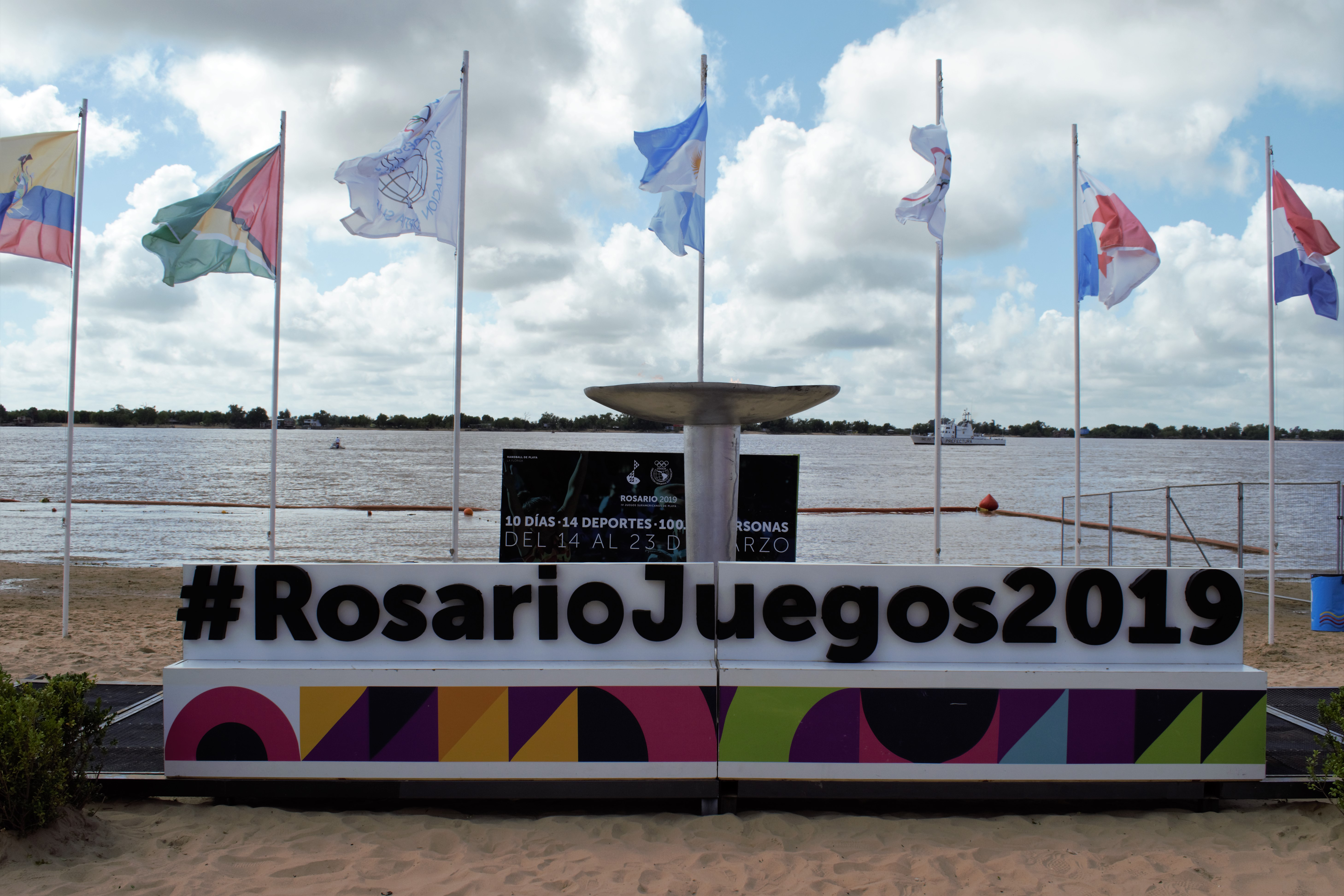
Flamme vor dem Strand bei den Südamerikanischen Beachgames 2019

Rosario ist die Heimat zweier bedeutender Fußballvereine Argentiniens: Rosario Central (1889 gegründet) und Newell’s Old Boys (1903). Newell’s Old Boys ist der Heimatverein des aus Rosario stammenden Weltstars Lionel Messi.
Im Jahr 2019 fanden in Rosario die Südamerikanischen Beachgames statt, drei Jahre später die Südamerikanischen Jugendspiele 2022.

## Verkehr

### Hafen
Der hochseetaugliche Hafen Rosarios liegt im Südosten der Stadt am Río Paraná. Er war früher der wirtschaftliche Motor der Stadt und ist einer der bedeutendsten Häfen Argentiniens. Es werden insbesondere landwirtschaftliche, aber auch industrielle Erzeugnisse aus der Nordregion Argentiniens verschifft. Der Hafen von Rosario leidet jedoch unter Verschlammung und muss periodisch ausgekiest werden.

### Schienenverkehr
Rosario war einst eines der Zentren des argentinischen Schienenverkehrs und besaß mehrere bedeutende Bahnhöfe. Bereits 1863 eröffnete der Bahnhof der Ferrocarril Central Argentino. 1911 eröffnete der Bahnhof der Compagnie du Chemin de Fer de Rosario à Puerto Belgrano. Ab 1990 kam der Reiseverkehr nach der Privatisierung des Schienenverkehrs beinahe zum Erliegen, Reisezüge gibt es nur noch von und nach Buenos Aires (ein- bis zweimal pro Tag) sowie Córdoba und San Miguel de Tucumán (je zweimal pro Woche). Die Züge sind platzkartenpflichtig und insbesondere im Sommer häufig vorher ausgebucht. Die durchgehend zweigleisige Breitspurstrecke der Ferrocarril General Bartolomé Mitre nach Buenos Aires wurde um 2015 saniert, so dass neue und schnellere Verbindungen möglich wären. Die Reisezüge verkehren über den Bahnhof Rosario Norte, der nach der Schließung der Strecke zum nur knapp zwei Kilometer entfernten Hauptbahnhof Rosario Central zum Kopfbahnhof wurde. Das Gelände des Bahnhofs Rosario Central wurde in einen Park umgewandelt.
Es war geplant, die drei größten Städte Argentiniens Buenos Aires, Rosario und Córdoba mit Hochgeschwindigkeitszügen zu verbinden. Der Bau des Cobra-Projekts ist jedoch auf absehbare Zeit abgesagt worden.

### Nahverkehr
Der öffentliche Personennahverkehr wird heute ausschließlich von Omnibussen und Oberleitungsbussen abgewickelt, die teils im Stadtgebiet, teils ins Umland fahren.

### Luftverkehr
Der Flughafen Rosario liegt nahe dem Stadtviertel Fisherton etwa zehn Kilometer westlich des Zentrums. Er bietet hauptsächlich innerargentinische Verbindungen an, sowie Verbindungen nach Uruguay, Brasilien, Peru und Chile. Der Großteil des Langstreckenverkehrs wird jedoch von Überlandbussen bewältigt, der Busbahnhof Mariano Moreno befindet sich drei Kilometer vom Zentrum entfernt.

### Straßenverkehr

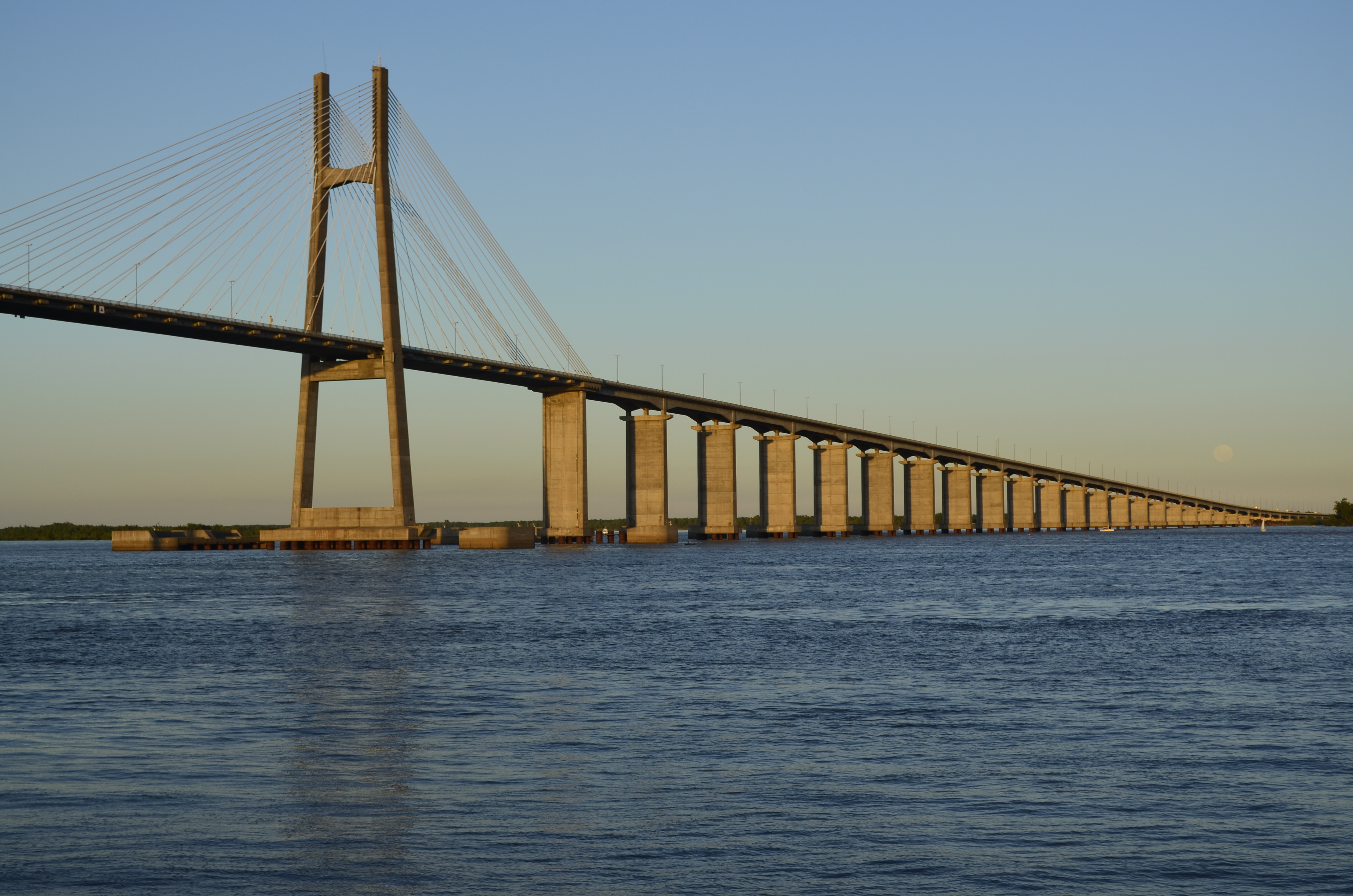
Die Brücke von Rosario nach Victoria (2013)

Rund um den Innenstadtbereich von Rosario zieht sich eine Stadtautobahn, die Avenida Circunvalación. Rosario ist über Autobahnen mit Santa Fe und Buenos Aires verbunden, in Bau befindet sich außerdem eine Autobahn nach Córdoba. Weitere Nationalstraßen gehen sternförmig von der Stadt aus nach Tucumán, Mendoza, Río Cuarto und Santa Rosa de Toay.
Eine Brücke zwischen Rosario und Victoria (Provinz Entre Ríos) über den Río Paraná wurde von 1998 bis 2002 gebaut. Im April 2002 war sie zu 95 Prozent fertiggestellt. Die argentinische Wirtschaftskrise verzögerte das Projekt, so dass die Rosario-Victoria-Brücke erst am 22. Mai 2003 dem Verkehr übergeben werden konnte. Sie bildet ein wichtiges Element im innerargentinischen Handelsverkehr und ist eine von insgesamt nur vier Verkehrswegen über (bzw. unter) den Río Paraná (die anderen liegen bei Zárate, Santa Fe und Corrientes). Außerdem ist die Brücke ein wichtiger Knotenpunkt für die Mercosur-Staaten, da es den südöstlichen Teil Brasiliens mit dem Rest Argentiniens verbindet und man von dort weiter bis nach Chile/Pazifik Fernstraßenverbindungen hat. Das Befahren aller vier Paraná-Querungen mit Fahrrädern ist jedoch nicht zulässig.

## Klimatabelle
|                       | Jan  | Feb  | Mär  | Apr  | Mai  | Jun  | Jul  | Aug  | Sep  | Okt  | Nov  | Dez  |   |      |
| Mittl. Tagesmax. (°C) | 31,4 | 30,5 | 27,7 | 23,4 | 19,1 | 15,7 | 15,5 | 17,1 | 20,2 | 23,2 | 27,0 | 29,7 | ⌀ | 23,3 |
| Mittl. Tagesmin. (°C) | 19,4 | 19,0 | 17,3 | 14,1 | 10,7 | 7,0  | 6,9  | 7,4  | 9,7  | 12,1 | 15,1 | 17,7 | ⌀ | 13   |
|                       |      |      |      |      |      |      |      |      |      |      |      |      |   |      |
| Niederschlag (mm)     | 121  | 113  | 156  | 85   | 49   | 38   | 38   | 37   | 55   | 100  | 106  | 107  | Σ | 1005 |
|                       |      |      |      |      |      |      |      |      |      |      |      |      |   |      |
| Sonnenstunden (h/d)   | 9,5  | 8,8  | 7,5  | 6,8  | 5,8  | 5,0  | 5,2  | 6,1  | 6,9  | 7,7  | 9,0  | 9,1  | ⌀ | 7,3  |
|                       |      |      |      |      |      |      |      |      |      |      |      |      |   |      |
| Regentage (d)         | 8    | 7    | 8    | 6    | 5    | 4    | 3    | 4    | 5    | 8    | 7    | 7    | Σ | 72   |
|                       |      |      |      |      |      |      |      |      |      |      |      |      |   |      |
| Luftfeuchtigkeit (%)  | 69   | 74   | 77   | 80   | 81   | 82   | 81   | 76   | 73   | 72   | 69   | 68   | ⌀ | 75,2 |

| 19,4 |

| 19,0 |

| 17,3 |

| 14,1 |

| 10,7 |

| 7,0 |

| 6,9 |

| 7,4 |

| 9,7 |

| 12,1 |

| 15,1 |

| 17,7 |

| 19,4 |

| 19,0 |

| 17,3 |

| 14,1 |

| 10,7 |

| 7,0 |

| 6,9 |

| 7,4 |

| 9,7 |

| 12,1 |

| 15,1 |

| 17,7 |

## Söhne und Töchter der Stadt

### 19. Jahrhundert
- Guido Vanzina Pacheco (1893–1940), argentinischer Tangopianist, Bandleader und Komponist
- Dorothy Wrinch (1894–1976), Mathematikerin
- Lucio Fontana (1899–1968), Maler und Bildhauer
- Hermann Grossmann (1899–1968), deutscher Autor
- Eduardo Pereyra (1900–1973), Tangopianist, Bandleader und Tangokomponist

### 1901–1920
- Julio “Matador” Libonatti (1901–1981), Fußballspieler
- Paul Sturzenegger (1902–1970), Schweizer Fußballspieler
- Agustín Irusta (1903–1987), Schauspieler, Tangosänger, -komponist und -dichter
- Antonio Berni (1905–1981), Maler
- José Dames (1907–1994), Bandoneonist, Bandleader und Tangokomponist
- Libertad Lamarque (1908–2000), Schauspielerin und Sängerin
- Victorio Manuel Bonamín (1909–1991), römisch-katholischer Ordensgeistlicher und Weihbischof im argentinischen Militärordinariat
- Alberto Echagüe (1909–1987), Tangosänger
- Héctor Palacios (1909–1987), Tangosänger, -dichter und -komponist und Schauspieler
- Juan Carlos Zabala (1911–1983), Leichtathlet und Olympiasieger
- Manuel Sucher (1913–1971), Tangopianist und -komponist
- Roberto Arrieta (1915–1978), Tangosänger und Komponist
- Pedro Elias Zadunaisky (1917–2009), Astronom und Mathematiker
- Jorge Manuel López (1918–2006), römisch-katholischer Bischof
- Mary Terán de Weiss (1918–1984), Tennisspielerin
- Héctor Zeoli (1919–1993), Organist, Komponist und Musikpädagoge

### 1921–1940
- Rinaldo Martino (1921–2000), Fußballspieler
- Livio Dante Porta (1922–2003), Eisenbahningenieur
- Ana María Zeno (1922–2011), Medizinerin und Frauenrechtlerin
- José Fernando Bonaparte (1928–2020), Paläontologe
- Che Guevara (1928–1967), Arzt, kubanischer Revolutionär
- Alcides Lanza (1929–2024), argentinisch-kanadischer Komponist, Dirigent, Pianist und Musikpädagoge
- Antonio Agri (1932–1998), Tangoviolinist
- Gato Barbieri (1932–2016), Jazzmusiker (Tenorsaxophon) und Filmkomponist
- Miguel Montuori (1932–1998), Fußballspieler
- Héctor Acosta (1933–1973), Radsportler
- Leticia Daneri (* 1934), Cantautora
- Osvaldo Montes (1934–2014), Bandoneonist und Tangokomponist
- Héctor Moni (1936–2022), Ruderer
- Federico Sacchi (1936–2023), Fußballspieler und -trainer
- Roberto Puppo (1937–2024), Fußballspieler
- Raúl Lavié (* 1938), Tangosänger, Entertainer und Schauspieler
- César Luis Menotti (1938–2024), Fußballtrainer

### 1941–1960
- Hugo Aberastegui (* 1941), Ruderer
- Dante Grela (* 1941), Komponist und Musikpädagoge
- Alfonso Delgado Evers (* 1942), römisch-katholischer Geistlicher, emeritierter Erzbischof von San Juan de Cuyo
- Juan-David Nasio (* 1942), Psychoanalytiker
- José Pastoriza (1942–2004), Fußballspieler
- Gabriel Reynal (1943–2009), Tangosänger
- Roberto Fontanarrosa (1944–2007), Comiczeichner
- Oscar Milani (* 1946), deutsch-argentinischer Cembalist
- Guillermo Segurado (1946–2024), Ruderer
- Jorge Américo Spedaletti (1947–2022), argentinisch-chilenischer Fußballspieler
- Litto Nebbia (* 1948), Rocksänger und Tangomusiker
- Fernando Cavalleri (1949–2017), argentinisch-chilenischer Fußballspieler und -trainer
- Silvio Fogel (1949–2016), Fußballspieler
- Alicia Kozameh (* 1953), Schriftstellerin
- Tomás Mackey (* 1953), Präsident des Baptistischen Weltbundes
- Jorge Orta (* 1953), bildender Künstler
- Oscar Larrauri (* 1954), Autorennfahrer
- Marcelo Bielsa (* 1955), Fußballspieler und -trainer
- Juan Carlos Baglietto (* 1956), Singer-Songwriter
- Oscar Muller (1957–2005), französischer Fußballspieler
- Frida María Armas Pfirter (* 1957), Juristin
- Sergio Omar Almirón (* 1958), Fußballspieler
- Sergio Alfredo Fenoy (* 1959), katholischer Erzbischof von Santa Fe de la Vera Cruz
- Darío Grandinetti (* 1959), Schauspieler

### 1961–1980
- Edgardo Arasa (* 1961), Fußballspieler
- Gustavo Milano (* 1961), Rugbyspieler
- Damián Nannini (* 1961), katholischer Geistlicher, Bischof von San Miguel
- Silvia Augsburger (* 1962), Biochemikerin und Politikerin
- José Cura (* 1962), Opernsänger und Dirigent
- Edgardo Dobry (* 1962), Schriftsteller und Übersetzer
- Semino Rossi (* 1962), österreichischer Schlagersänger
- Claudio Cristofanelli (* 1963), Fußballspieler und -trainer
- Gerardo Martino (* 1962), Fußballspieler und -trainer
- Oscar Ruggeri (* 1962), Fußballspieler
- Fabián Marcaccio (* 1963), Maler und Künstler
- Fito Páez (* 1963), Liedermacher, Sänger und Komponist
- Oscar Acosta (* 1964), Fußballspieler
- Karen Hallberg (* 1964), Professorin für Physik
- Gustavo Óscar Zanchetta (* 1964), römisch-katholischer Geistlicher, emeritierter Bischof von Orán
- Marcelo Trivisonno (* 1966), Fußballspieler
- Julio Alberto Zamora (* 1966), Fußballspieler
- Cristian Domizzi (* 1969), Fußballspieler
- Claudio Úbeda (* 1969), Fußballspieler und -trainer
- Pablo Abdala (* 1972), argentinisch-palästinensischer Fußballspieler
- Valeria Mazza (* 1972), Model
- Diego Pol (* 1974), Paläontologe
- Octavio Brunetti (1975–2014), Pianist
- Ayelén Stepnik (* 1975), Hockeyspielerin
- Eduardo Bustos Montoya (* 1976), Fußballspieler
- Santiago Hernán Solari (* 1976), Fußballspieler
- Luciana Aymar (* 1977), Hockeyspielerin
- Lucas Bernardi (* 1977), Fußballspieler
- Fabián Alberto Belay (* 1978), römisch-katholischer Geistlicher und ernannter Weihbischof im Erzbistum Rosario
- Pablo Echenique (* 1978), Physiker und Mitglied des EU-Parlaments
- Lionel Scaloni (* 1978), Fußballspieler

### 1981–1990
- Ezequiel González (* 1980), Fußballspieler
- Leandro Grech (* 1980), Fußballspieler
- Paula Shocron (* 1980), Jazzmusikerin
- César Delgado (* 1981), Fußballspieler
- Matías Lequi (* 1981), Fußballspieler
- Lucas Matías Licht (* 1981), Fußballspieler
- Maximiliano Rodríguez (* 1981), Fußballspieler
- Mauro Cetto (* 1982), Fußballspieler
- Matias Emilio Delgado (* 1982), Fußballspieler
- Juan Grabowski (* 1982), Fußballspieler und -trainer
- Pablo Grande (* 1983), Sänger und Musicaldarsteller
- Robertino Pezzota (* 1983), Squashspieler
- Javier Mascherano (* 1984), Fußballspieler
- Gonzalo Zárate (* 1984), Fußballspieler
- Tomás Costa (* 1985), Fußballspieler
- Gustavo Lorenzetti (* 1985), Fußballspieler
- Pablo Ernesto Vitti (* 1985), Fußballspieler
- Cristian Ansaldi (* 1986), Fußballspieler
- Jorge Broun (* 1986), Fußballspieler
- Cecilia Carranza Saroli (* 1986), Seglerin
- Alejandro Faurlín (* 1986), Fußballspieler
- Ezequiel Marcelo Garay (* 1986), Fußballspieler
- Andrés Imperiale (* 1986), Fußballspieler
- Eduardo Schwank (* 1986), Tennisspieler
- Damián Escudero (* 1987), Fußballspieler
- Lionel Messi (* 1987), Fußballspieler
- Luciano Fabián Monzón (* 1987), Fußballspieler
- Éver Banega (* 1988), Fußballspieler
- Emanuel Biancucchi (* 1988), Fußballspieler
- Ángel Di María (* 1988), Fußballspieler
- Santiago García (* 1988), Fußballspieler
- Francisco Meneghini (* 1988), Fußballtrainer
- Antonela Roccuzzo (* 1988), Social-Media-Persönlichkeit und Model
- María Clara Alonso (* 1990), Sängerin und Schauspielerin
- Facundo Bagnis (* 1990), Tennisspieler

### 1991–2000
- Ainara Acevedo Dudley (* 1991), spanische Fußballschiedsrichterin
- Federico Coria (* 1992), Tennisspieler
- Ramiro Costa (* 1992), Fußballspieler
- Renzo Olivo (* 1992), Tennisspieler
- Emiliano Boffelli (* 1993), Rugby-Union-Spieler
- Federico Cartabia (* 1993), Fußballspieler
- Mauro Icardi (* 1993), Fußballspieler
- Érica Lonigro (* 1994), Fußballspielerin
- Ángel Correa (* 1995), Fußballspieler
- Giovani Lo Celso (* 1996), Fußballspieler
- Joel López Pissano (* 1997), Fußballspieler
- Brian Mansilla (* 1997), Fußballspieler
- Nadia Podoroska (* 1997), Tennisspielerin
- Ezequiel Ponce (* 1997), Fußballspieler
- Nicki Nicole (* 2000), Rapperin und Sängerin

### 21. Jahrhundert
- Juan Sforza (* 2002), argentinisch-italienischer Fußballspieler

## Städtepartnerschaften
Rosario listet folgende 23 Partnerstädte auf:
| Stadt                   | Land                    | seit |
| ----------------------- | ----------------------- | ---- |
| Alessandria             | Italien                 | 1988 |
| Almaty                  | Kasachstan              | 2019 |
| Asunción                | Paraguay                | 1993 |
| Barcelona               | Spanien                 |      |
| Bilbao                  | Spanien                 | 1988 |
| Caracas                 | Venezuela               | 1998 |
| Concepción              | Chile                   |      |
| Cuenca                  | Ecuador                 | 2011 |
| Dakar                   | Senegal                 | 1998 |
| Haifa                   | Israel                  | 1988 |
| Imperia                 | Italien                 | 1987 |
| Kuwait                  | Kuwait                  | 2011 |
| Manizales               | Kolumbien               | 1998 |
| Medellín                | Kolumbien               | 2011 |
| Monterrey               | Mexiko                  | 1993 |
| Montevideo              | Uruguay                 | 1998 |
| Piräus                  | Griechenland            | 1993 |
| Pisco                   | Peru                    | 1986 |
| Porto Alegre            | Brasilien               | 1994 |
| St. Louis               | Vereinigte Staaten      | 2017 |
| Santa Clara             | Kuba                    | 2018 |
| Santa Cruz de la Sierra | Bolivien                | 1998 |
| Santiago de Cuba        | Kuba                    | 1993 |
| Santo Domingo           | Dominikanische Republik | 1998 |
| Shanghai                | Volksrepublik China     | 1997 |
| Turin                   | Italien                 | 2013 |
| Valparaíso              | Chile                   | 1997 |